# Arnajevo
Arnajevo (izvirno srbsko Арнајево) je naselje v Srbiji, ki upravno spada pod Občino Barajevo; slednja pa je del mesta Beograd.

## Demografija
V naselju živi 683 polnoletnih prebivalcev, pri čemer je njihova povprečna starost 42,6 let (42,1 pri moških in 43,0 pri ženskah). Naselje ima 276 gospodinjstev, pri čemer je povprečno število članov na gospodinjstvo 3,09.
To naselje je v glavnem srbsko (glede na popis iz leta 2002).
|  |

| Demografija | Demografija     | Demografija     |
| Leto        | Št. prebivalcev | Št. prebivalcev |
| ----------- | --------------- | --------------- |
|             |                 |                 |
|             |                 |                 |
|             |                 |                 |
|             |                 |                 |
| 1948        | 1113            |                 |
| 1953        | 1144            |                 |
| 1961        | 1094            |                 |
| 1971        | 1032            |                 |
| 1981        | 1034            |                 |
| 1991        | 1005            | 900             |
| 2002        | 962             | 853             |
|             |                 |                 |

| Etnična sestava po popisu iz leta 2002 | Etnična sestava po popisu iz leta 2002 | Etnična sestava po popisu iz leta 2002 | Etnična sestava po popisu iz leta 2002 | Etnična sestava po popisu iz leta 2002 |
| -------------------------------------- | -------------------------------------- | -------------------------------------- | -------------------------------------- | -------------------------------------- |
| Srbi                                   | Srbi                                   |                                        | 842                                    | 98,71%                                 |
| Romi                                   | Romi                                   |                                        | 1                                      | 0,11%                                  |
| Bošnjaki                               | Bošnjaki                               |                                        | 1                                      | 0,11%                                  |
| Neznano                                | Neznano                                |                                        | 8                                      | 0,93%                                  |